# 수사 (경비정)
수사(페르시아어: شوش)는 현대 이란 해군의 시초가 되는 '페르시아 숭고국(카자르 제국) 해군'에 소속된 경비정으로, 순양함인 페르세폴리스와 함께 1884년 독일 제국(現 독일 연방공화국)의 AG Weser에 의해 건조되었고 1885년 이란에 취역하였다. 모항은 호람샤르이며, 호람샤르는 2021년 현재까지도 이란 영토 안에 있다. 이 경비정은 1904년에 무장이 보강되었다.